# 1896 en droit
Cet article présente les faits marquants de l'année 1896 en droit.

## Événements
- Élargissement du droit de vote aux Pays-Bas (loi Van Houten).
- 18 mai : dans son arrêt Plessy v. Ferguson, la cour suprême des États-Unis reconnaît aux États le droit d'imposer la ségrégation raciale dans les écoles et les lieux publics, pourvu que les conditions offertes aux deux races soient égales. Les juges justifient la ségrégation raciale en posant le principe de la coexistence d’établissements « séparés mais égaux ».
- 15 juin : Loi sur les règlements d'atelier en Belgique qui instaure un contrôle des conditions d’emploi et de licenciement, ainsi que des règles de sécurité et d’hygiène au travail, pour toutes les entreprises commerciales ou industrielles à partir d'un seuil de 10 ouvriers.
- 1er juillet : promulgation en Égypte d'une importante loi de réforme de l'enseignement à la Mosquée al-Azhar, préparée par le recteur Hassûnah An-Nawâwî.
- 6 août : Madagascar devient colonie française. Le protectorat instauré en 1885 et la royauté subsistent un temps dans le centre de l’île. L’insurrection hova donne lieu à une répression sauvage. Le général Gallieni, résident général, fera exiler la reine et fusiller le ministre de l’Intérieur (fin en 1905).
- 18 août : promulgation du Code civil allemand ; il entre en vigueur le 1er janvier 1900.
- 31 décembre, Algérie : un décret marque la fin du régime des rattachements. Le statut administratif et juridique de la colonie est semblable à celui de 1860 (avant la création du ministre d’Algérie). En outre, le gouverneur général voit ses pouvoirs augmentés.